# Anthreptes rectirostris
Beija-flor-de-bico-direito ou nectarínia-de-queixo-amarelo (Anthreptes rectirostris) é uma espécie de ave da família Nectariniidae.
Pode ser encontrada nos seguintes países: Angola, Benin, Camarões, República Centro-Africana, República do Congo, República Democrática do Congo, Costa do Marfim, Guiné Equatorial, Gabão, Gana, Guiné, Guiné-Bissau, Quénia, Libéria, Mali, Nigéria, Serra Leoa, Sudão, Tanzânia e Uganda.